# Тит Квинкций Пен Цинцинат
Вижте пояснителната страница за други личности с името Тит Квинкций Пен.
Тит Квинкций Пен Цинцинат (на латински: Titus Quinctius Poenus Cincinnatus) e политик на ранната Римска република.

## Биография
Син е на Луций Квинкций Цинцинат (консул 431 пр.н.е. и военен трибун 426 пр.н.е.), внук на Луций Квинкций Цинцинат (суфектконсул 460 пр.н.е. и диктатор 458 и 439 пр.н.е.) и зет на Авъл Постумий Туберт.
През 431 пр.н.е. той е консул с Гай Юлий Ментон и се бие с волските и еквите. Участва в битката при Алгид (Mont Algidus). За диктатор е номиниран Авъл Постумий Туберт.
През 428 пр.н.е. е консул с Авъл Постумий Туберт. През 426 пр.н.е. е консулски военен трибун и се бие с Фидена и Вейи.